# Habenaria stenophylla
Habenaria stenophylla là một loài thực vật có hoa trong họ Lan. Loài này được Summerh. mô tả khoa học đầu tiên năm 1962.